# GNOME 2
GNOME 2（グノーム2）は、GNOMEデスクトップ環境の2番目のリリースの系統である。2002年6月リリースのバージョン2.0から、2010年9月リリースのバージョン2.32までがこれに含まれる。

## 概要
GNOME 2は、従来のデスクトップインターフェースと非常に似ており、ウィンドウ、アイコン、ファイルなどを用いたシンプルなデスクトップである。GNOME 2はSawfishをデフォルトのウィンドウマネージャにスタートしたが、後にこれはMetacityに置き換えられた。GNOME 2のウィンドウ、アプリケーション、ファイルの扱いは現代のデスクトップOSと似ている。GNOME 2のデフォルトの設定では、デスクトップはインストールされたアプリケーションとディレクトリにアクセスするためのランチャーメニューを持ち、開かれたウィンドウは画面下部のタスクバーからアクセスすることができる。右上には通知エリアがあり、プログラムはここからバックグラウンドで通知を表示することができる。しかしながら、これらはユーザーによって、自由にどの場所や向きにも異動したり削除したりすることができ、他の機能で置き換えることも可能である。
2009年、GNOME 2はOpenSolarisのデフォルトのデスクトップとなった。また、MATEデスクトップ環境はGNOME 2のコードベースのフォークである。

## リリース

### GNOME 2.0
GNOME 2.0は、前述のように2002年6月にリリースされた。このリリースは、GTK 2を用いており、フォントとグラフィックスに対する改善が含まれる。フォントはアンチエイリアス可能となった。また、GNOME2はユーザビリティの向上に注力しており、GNOME Human Interface Guidlinesに基づいたインターフェースの設計が図られている。

### GNOME 2.2

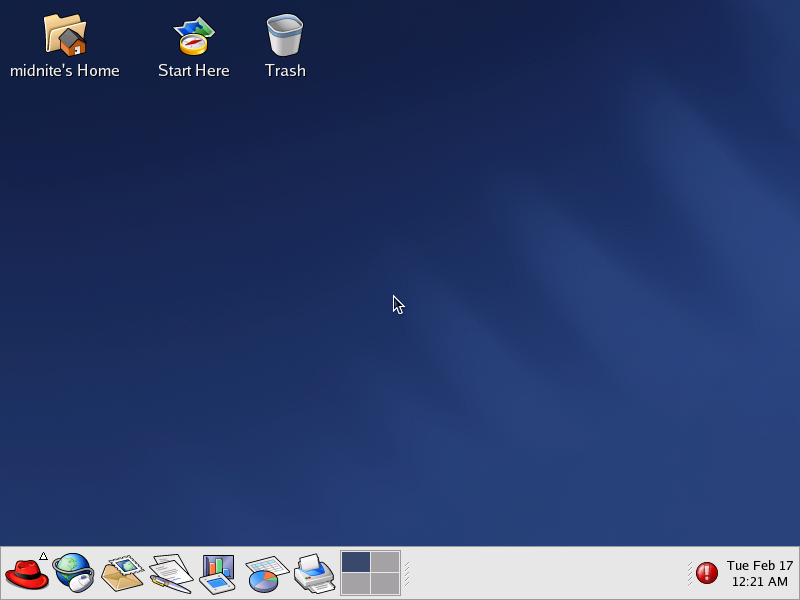
GNOME 2.2

GNOME 2.2は、2003年2月にリリースされた。このリリースでは、ファイルマネージャ（Nautilus）の改善が行われ、コンテキストメニューにおけるプラグインのサポートなどが追加された。また、最近開いたファイルに、デスクトップ上部のメニューからアクセスできるようになっている。

### GNOME 2.4
GNOME 2.4は、2003年9月にリリースされた。このリリースでは、ファイルマネージャにCDバーナー機能が追加された。また、gedit（テキストエディタ）には構文強調機能が追加されており、新たにブラックジャックゲームの追加も行われている。

### GNOME 2.6

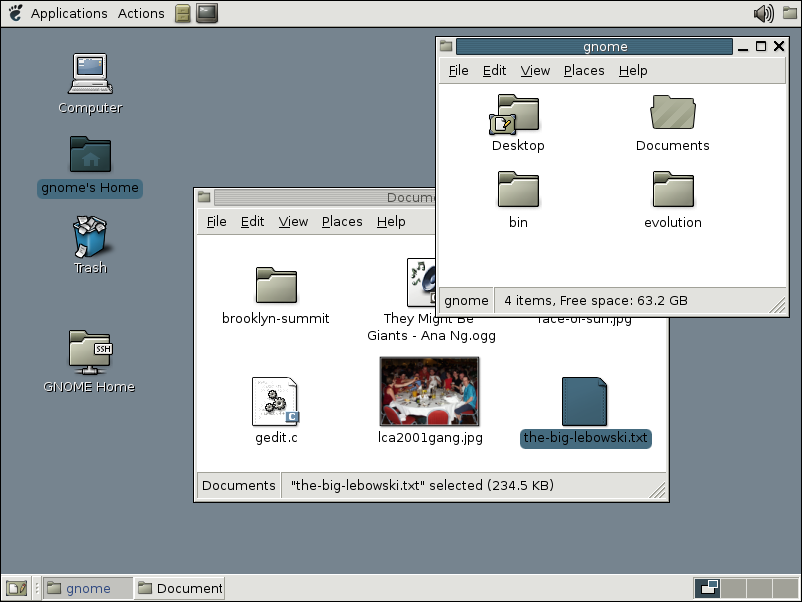
GNOME 2.6

GNOME2.6は、2004年3月にリリースされた。このリリースでは、新たにファイルマネージャに「スペイシャル」インターフェースが追加されたほか、複数のキーボードレイアウトを使うのがより簡単になっている。

### GNOME 2.8
GNOME2.8は、2004年9月にリリースされた。このリリースではDNSベースのサービスディレクトリがサポートされたほか、新たに"Glider"テーマが追加された。また、デスクトップへのカレンダー機能の統合なども行われている。

### GNOME 2.10

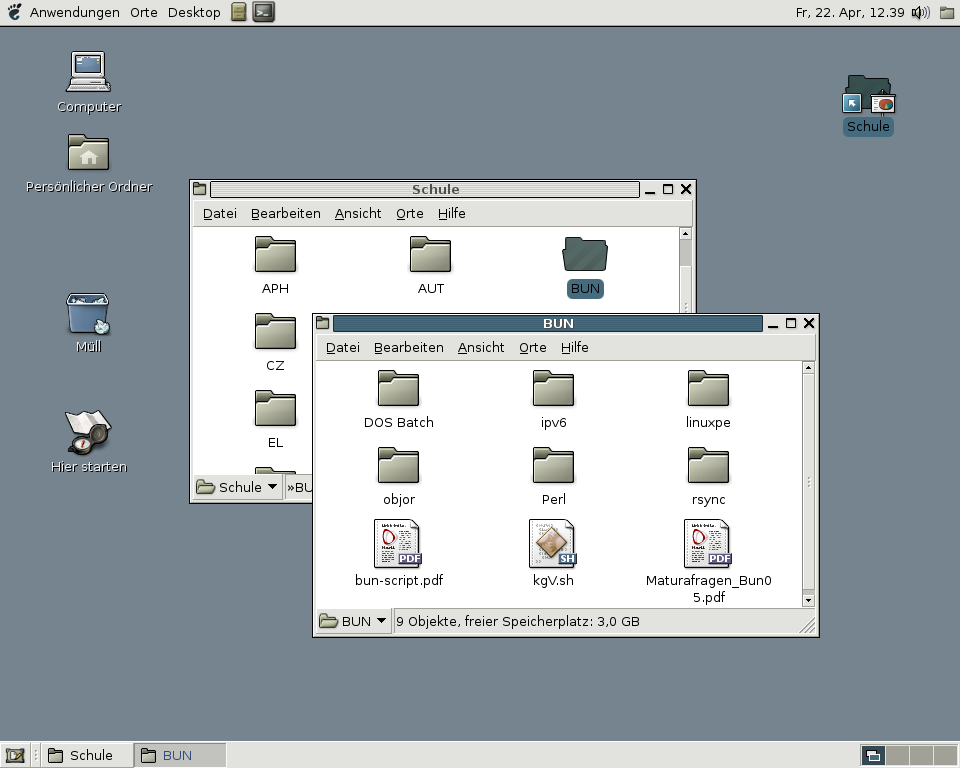
GNOME 2.10

GNOME2.10は、2005年3月にリリースされた。このリリースにはTotemビデオプレーヤーが含まれるほか、CDリッピング用のSound Juicerアプリが追加されるなど、マルチメディア環境への対応が強化されている。また、VoIPクライアントとしてGnomeMeetingアプリが含まれている。

### GNOME 2.12

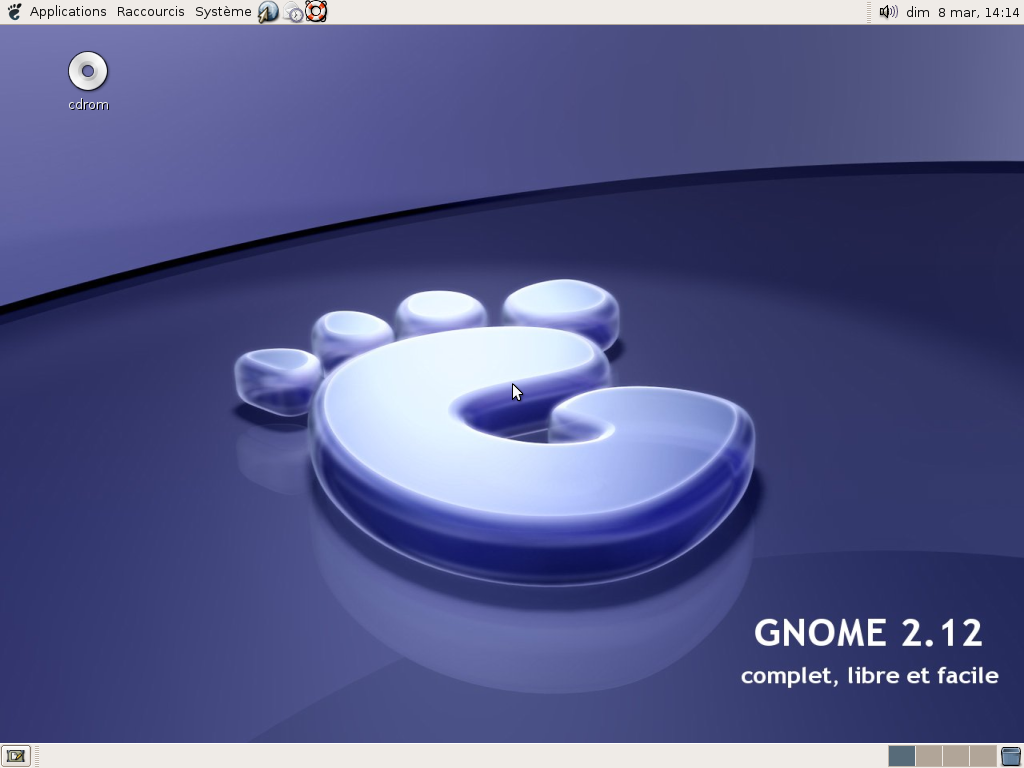
GNOME 2.12

GNOME 2.12は、2005年9月にリリースされた。このリリースには、新たに"ClearLooks"テーマが含まれ、新たに"About Me"コントロールパネルが追加された。マウス設定のダイアログも新たに加えられている。

### GNOME 2.14

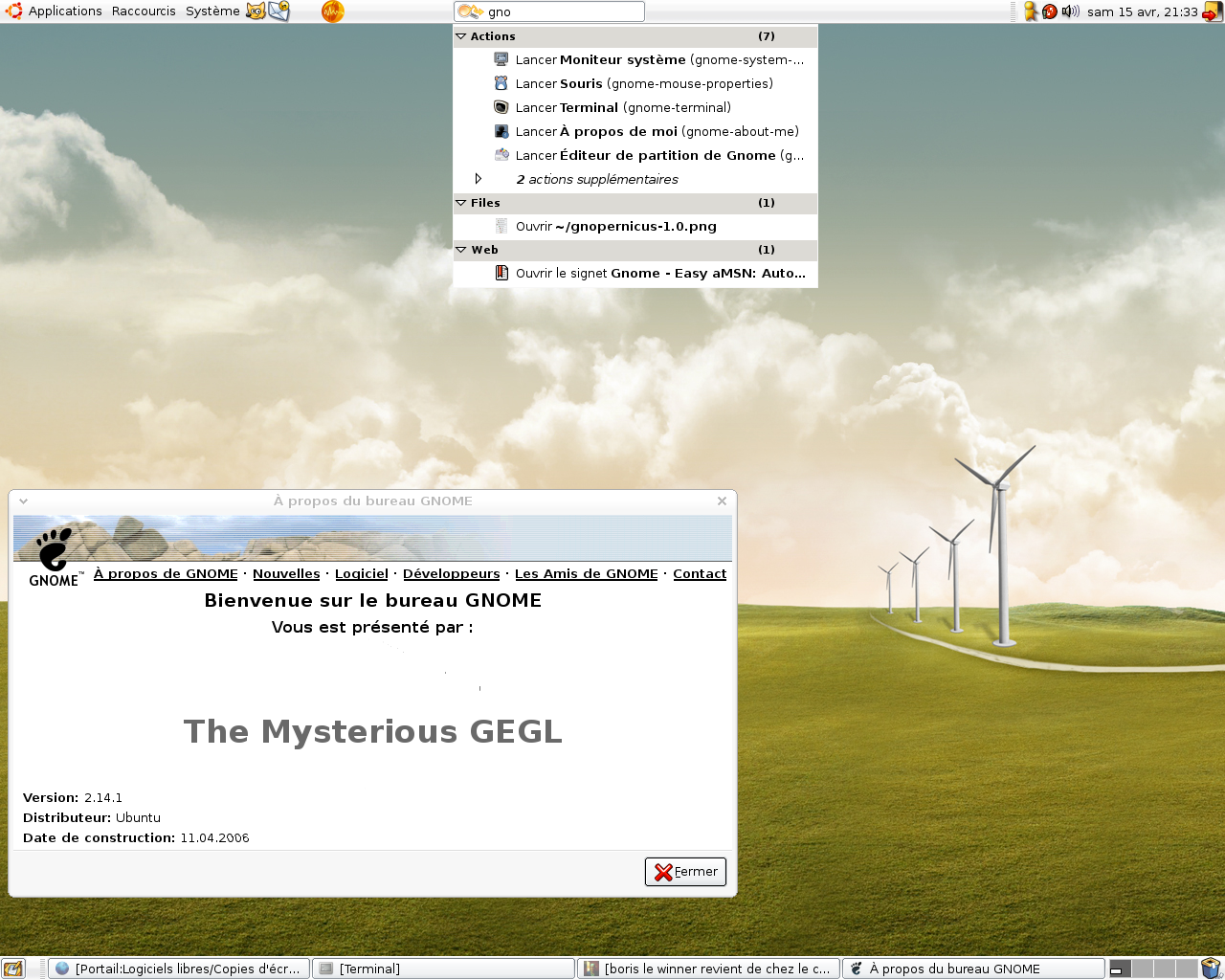
GNOME 2.14

GNOME 2.14は2006年3月にリリースされた。このリリースでは、パフォーマンスの改善が行われており、検索機能も強化されている。また、ヘルプ機能の強化されたほか、Ekigaが含まれている。

### GNOME 2.16

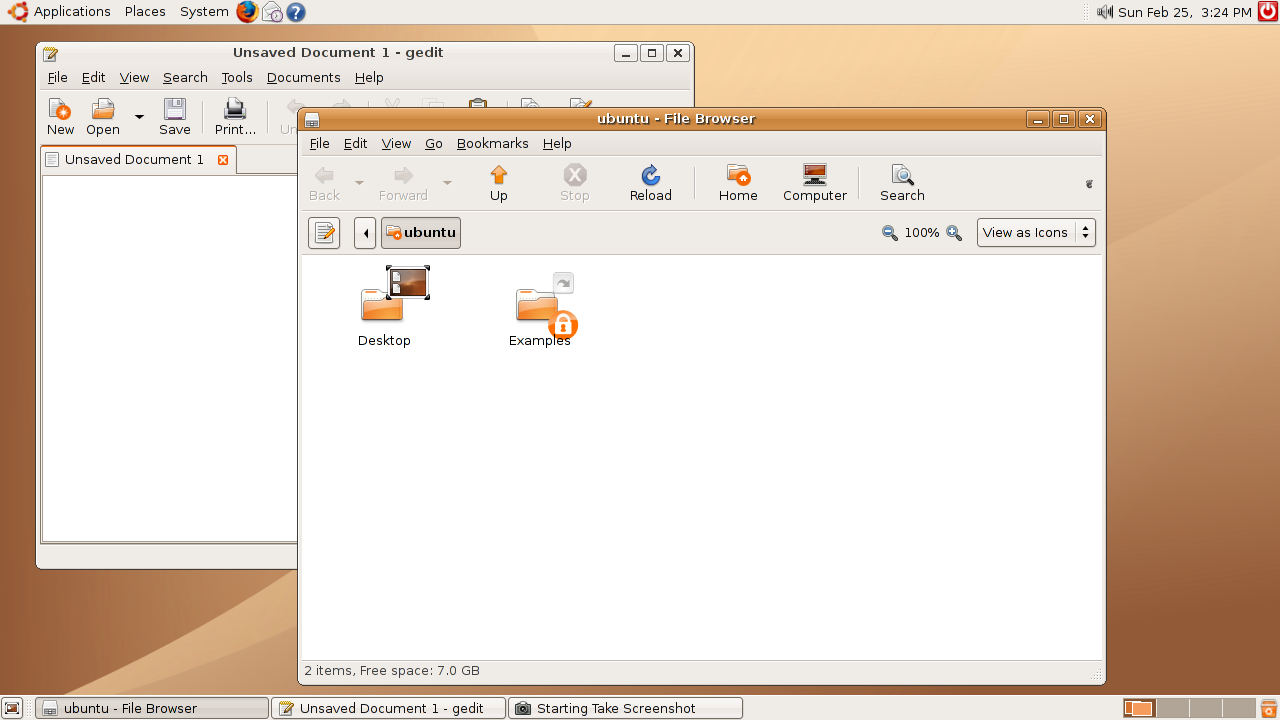
GNOME 2.16

GNOME 2.16は2006年9月にリリースされた。このリリースではMetacityによる3Dサポートが強化されたほか、新たにTango Desktop Projectのガイドラインにそう新しいアイコンテーマが含まれている。また、このリリースでは電源管理機能の強化も行われている。

### GNOME 2.18

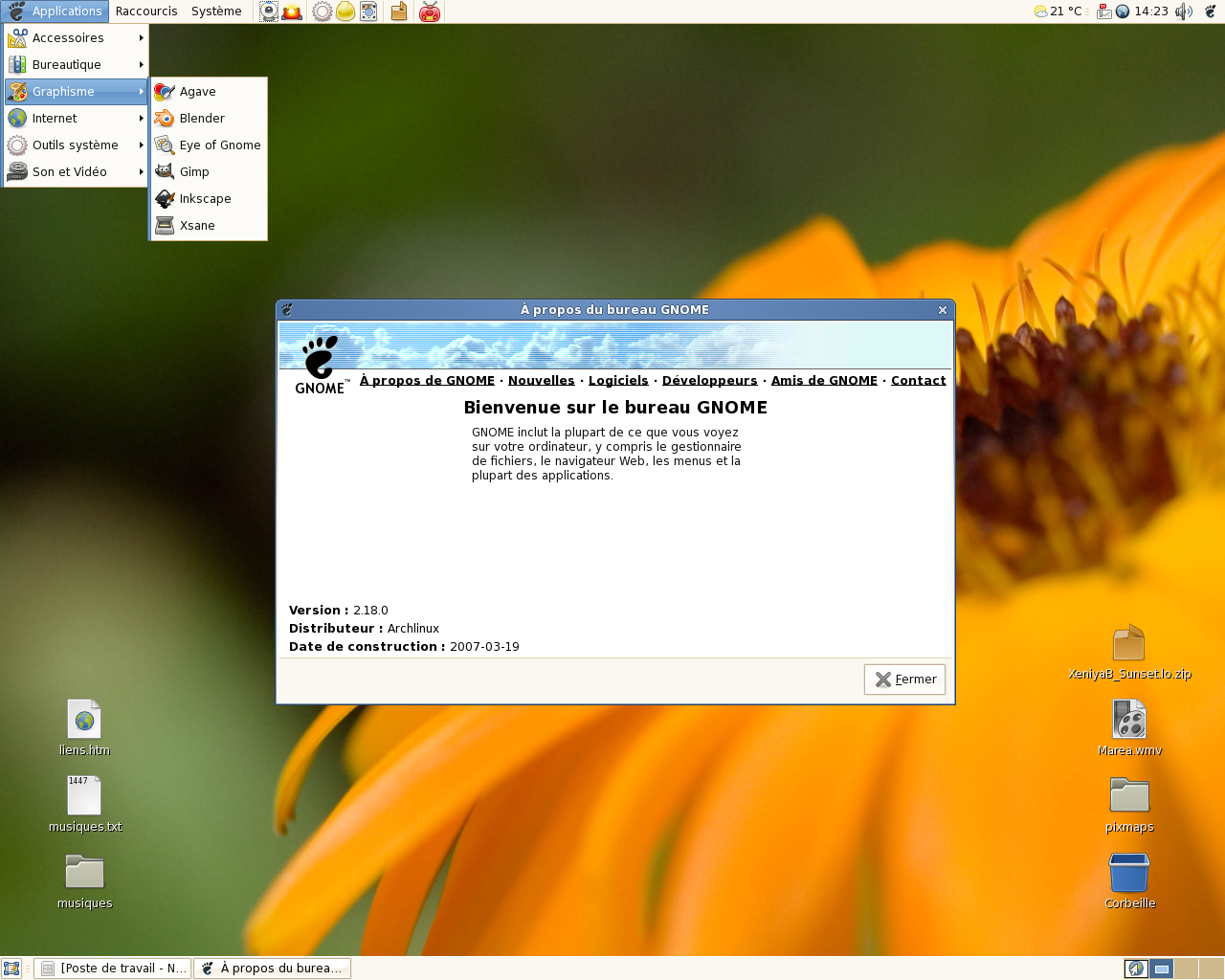
GNOME 2.18

GNOME 2.18は、2007年3月にリリースされた。このリリースでは、Ogg、MP3、AACなどのエンコードがサポートされたほか、GladeによるGUIアプリの開発のサポートの強化なども行われた。またTomboyノートアプリが含まれている。

### GNOME 2.20

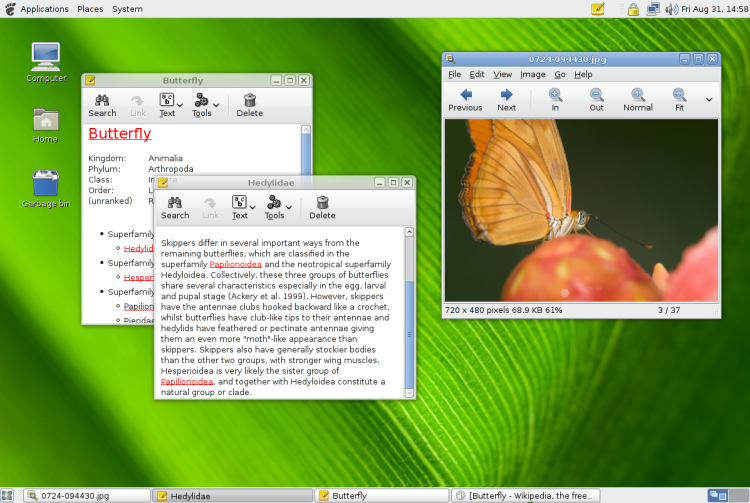
GNOME 2.20

GNOME 2.20は、2007年9月にリリースされた。このリリースではEvolutionPIMアプリの機能が強化されたほか、EvinceドキュメントビューアでPDFフォームがサポートされた。また、GNOME Control Panelに対する改善も行われている。

### GNOME 2.22
GNOME 2.22は、2008年3月にリリースされた。このリリースには、新たにCheeseアプリケーションが含まれており、これを使うと簡単にウェブカメラを使うことができる。また、ウィンドウのコンポジティングのサポートが追加されたほか、GVFSの導入も行われている。

### GNOME 2.24

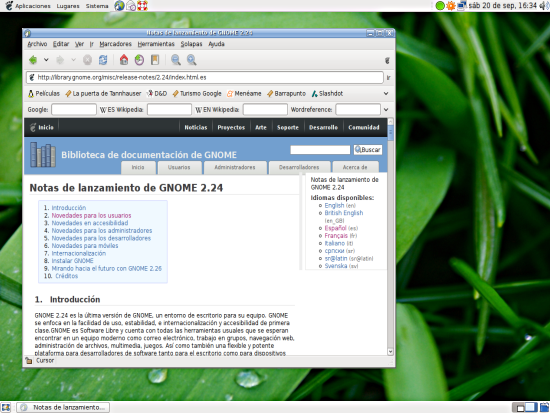
GNOME 2.24

GNOME 2.24は、2008年9月にリリースされた。このリリースでは、新たにEmpathyがインスタントメッセンジャーとして含まれ、Ekigaの強化も行われた。また、ファイルマネージャでのタブブラウジングのサポートも追加されている。

### GNOME 2.26

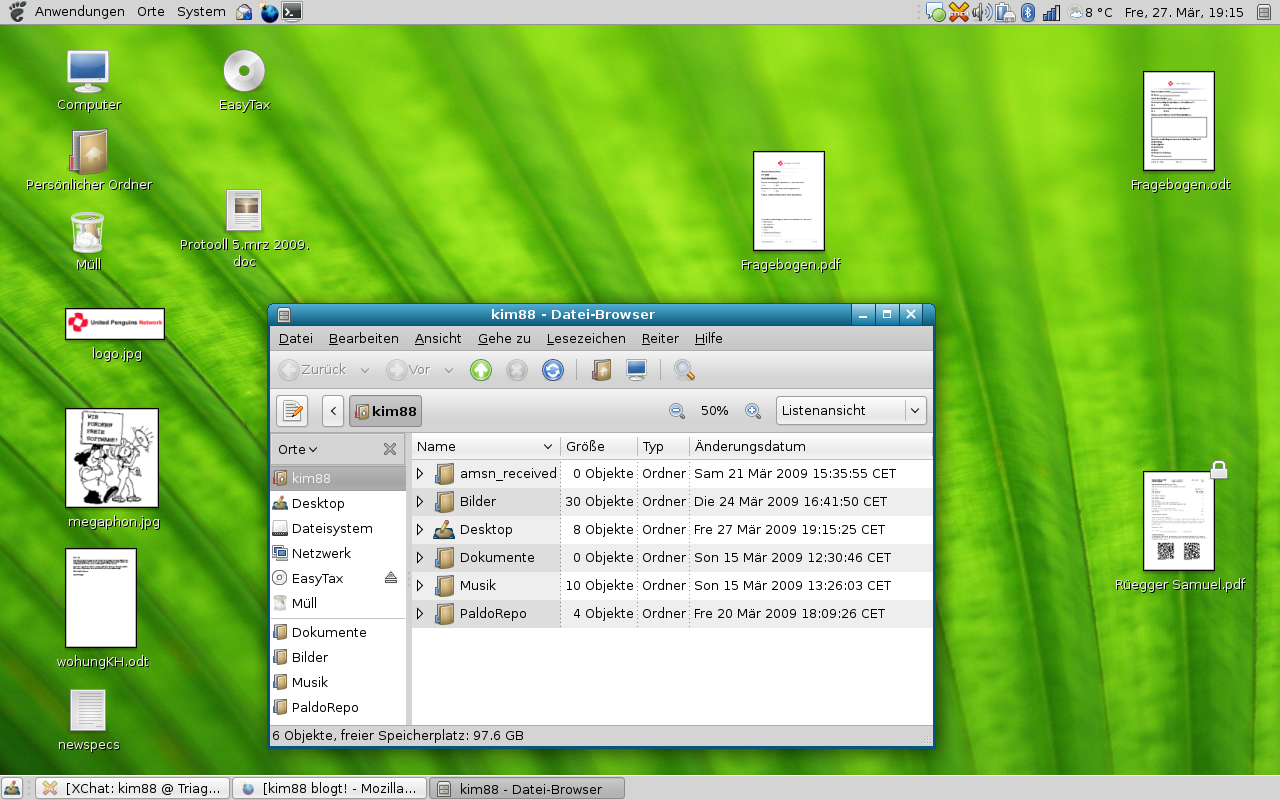
GNOME 2.26

GNOME 2.26は2009年3月にリリースされた。このリリースではBraseroによるCD、DVDライティングの強化が行われたほか、より簡単にファイルの共有ができるようになっている。また、ボリュームコントロール機能はPulseAudioに統合された。

### GNOME 2.28

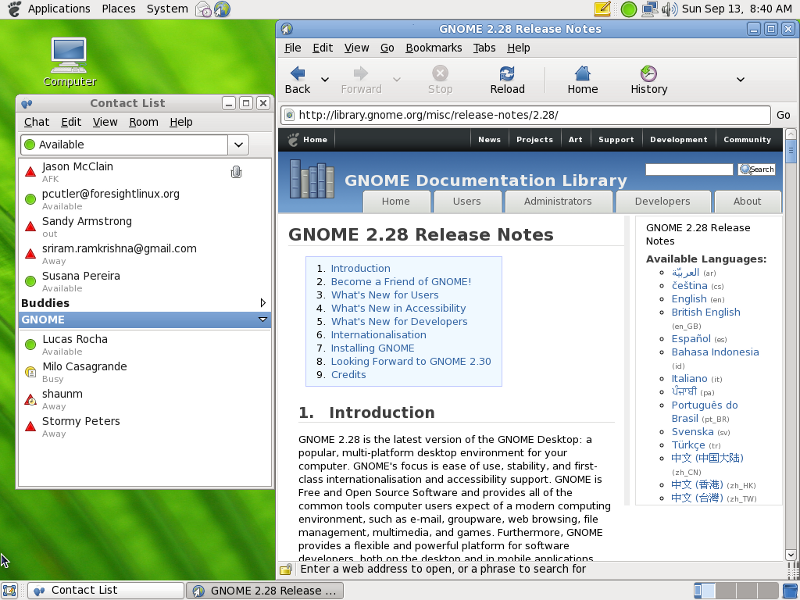
GNOME 2.28

GNOME 2.28は2009年9月にリリースされた。このリリースではGNOME Bluetoothモジュールが追加され、Bluetoothを利用するデバイスの管理が容易になった。またOrcaスクリーンリーダーに対する多数のバグ修正なども実施されている。

### GNOME 2.30

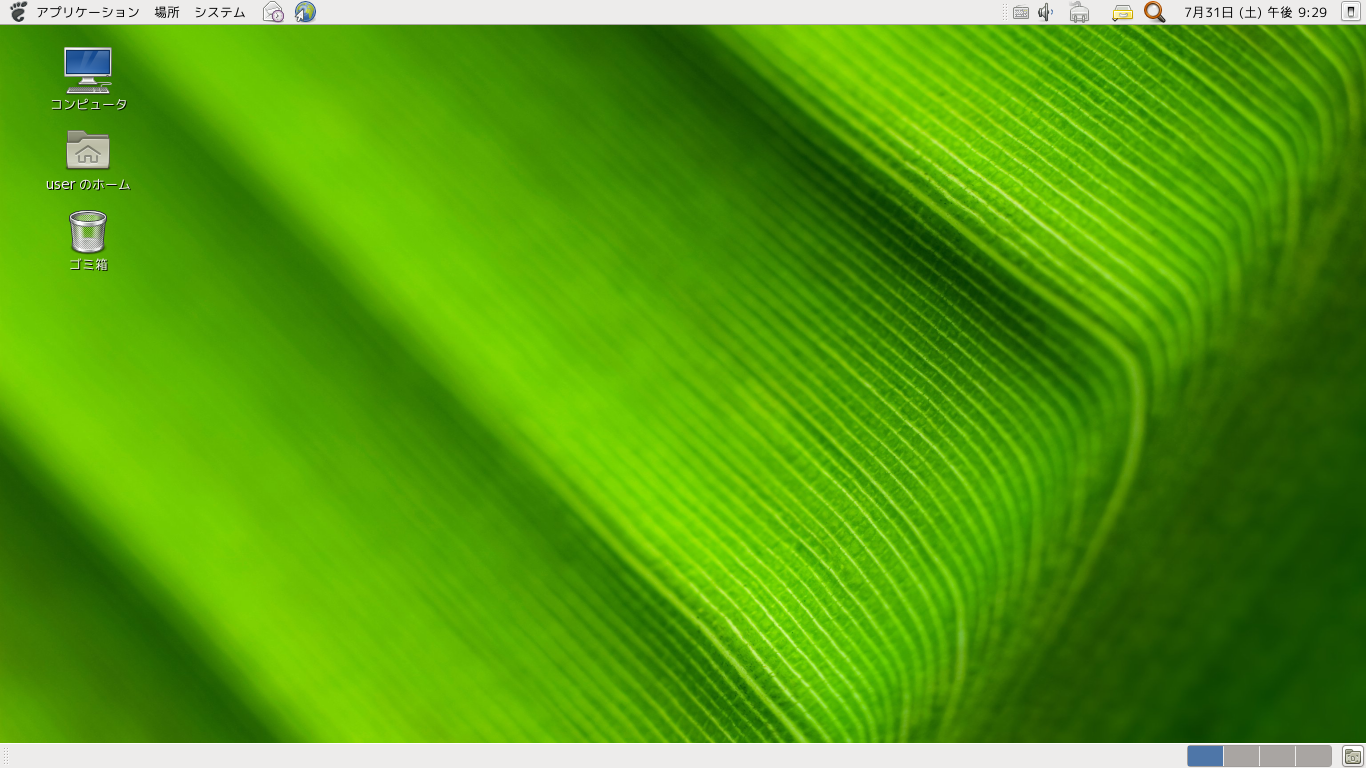
GNOME 2.30

GNOME 2.30は2010年3月にリリースされた。このリリースでは、ファイルマネージャに新しい分割モードが追加され、スペイシャルモードを置き換えている。他にもGNOME Syestem Toolsに対する改善などが行われている。

### GNOME 2.32
GNOME 2.32は2010年9月にリリースされた。この時期、GNOMEプロジェクトはGNOME 3の開発に注力していたため、含まれる新機能は限定的なものとなっている。PDFサポートやファイルマネージャの強化などが行われている。